# 中村優花 (フリーアナウンサー)
中村 優花（なかむら ゆうか、1997年〈平成9年〉7月4日 - ）は、日本のタレント、フリーアナウンサー。女性アイドルグループ・SKE48チームEの元メンバー。愛知県碧南市出身。

## 略歴

### 2010年
- 09月30日 - SKE48第4期生オーディションに合格[3]。
- 10月05日 - Zepp Nagoyaにて開催されたコンサート『SKE48 汗の量はハンパじゃない』に他の4期生とともに出演[4]。
- 12月06日 - 研究生から新設されたチームEに昇格[5]。

### 2011年
- 11月28日 - 学業を理由に卒業を発表[6]。
- 12月31日 - SKE48から卒業。

### 2018年
- 11月03日 - Ms. NANZAN Contest 2018でグランプリを獲得[7]。

### 2019年
- 03月28日 - Miss of Miss CAMPUS QUEEN CONTEST 2019で「ミス オブ ミス」に選出される[8]。
- 06月14日 - へきなん広報大使に任命される[2]。

### 2021年
- 01月14日 - 古舘プロジェクト（芸能プロダクション）への所属をTwitterにて発表[9]。
- 03月00日 - 南山大学法学部法律学科[10][11]を卒業[12]。
- 04月00日 - フリーアナウンサーとしての活動を開始。7日よりTOKYO FMの音声サービス・AuDeeにて自身初の冠番組『ANA-LOG 〜中村優花のアナウンサー列伝〜』のMCを担当する[13][14]。

### 2023年
- 02月09日 - 古舘プロジェクトからの退所をTwitter等で発表[15]。

### 2025年
- 07月07日 - SNSにて、日本プロ麻雀連盟東京本部の育成会を経て、プロ試験に合格したことを発表[16]。

## 人物
- 愛称は「中村くん」[17]。
- 趣味は、バスケットボール、天体観測[17]。
- 将来の夢はアナウンサー[18]。
- 2018年7月から2020年シーズンにかけ、ナゴヤドームにてビール売り子のアルバイトを経験している[19][20]。

## SKE48での参加曲

### シングル選抜曲
SKE48名義
- 「1!2!3!4! ヨロシク!」に収録
  - コスモスの記憶 - 白組名義
  - そばにいさせて
- 「バンザイVenus」に収録
  - 卒業式の忘れもの - 白組名義
- 「パレオはエメラルド」に収録
  - ときめきの足跡 - 白組名義
  - 積み木の時間
- 「オキドキ」に収録
  - 初恋の踏切

### 劇場公演ユニット曲
チームE 1st Stage「パジャマドライブ」
- てもでもの涙
- 天使のしっぽ（木本花音のアンダー）

## 出演

### テレビドラマ
- やんごとなき一族（2022年4月21日 - 、フジテレビ）- 使用人 役

### Webラジオ
- ANA-LOG 〜中村優花のアナウンサー列伝〜（2021年4月7日、AuDee）

### CM
- リゼクリニック（2019年）[21]

### イベント
- ユニドル 女子大生アイドル日本一決定戦 - MC[22]